# Сулейманов, Манаф Фарадж оглы
Манаф Фарадж оглы Сулейманов (азерб. Manaf Fərəc oğlu Süleymanov) (3 марта 1912, Лагич Российская Империя — 12 сентября 2001, Баку Азербайджан) — советский и азербайджанский писатель, переводчик, кандидат геолого-минералогических наук. Заслуженный деятель искусств Азербайджана (1992).

## Биография

### Первые годы жизни
Манаф Сулейманов родился 3 марта в 1912 году в Лагиче. В 1930 году окончил бакинскую школу № 18 с педагогическим уклоном, затем в 1932—1937 гг. продолжил образование на геолого-разведочном факультете Азербайджанского института нефти и химии им. М.Азизбекова, который окончил с отличием. Рабочую практику он начал в должности инженера в Гарадагском нефтегазодобывающем управлении. Затем работал в Азербайджанском институте промышленности в качестве доцента. В 1942 году он окончил кандидатскую диссертацию по геологии (кандидат геолого-минералогических наук). После Манаф преподавал в нескольких азербайджанских университетах. Члена Союза писателей Азербайджана с 1949 года, написал несколько известных ныне романов.

### Карьера писателя
Манаф Сулейманов вел и исторические исследования. Он опубликовал биографические статьи о многих азербайджанских промышленных и нефтяных магнатах, благотворителях. В 1991 году он был удостоен звания почетного мастера азербайджанских искусств в знак признания его большого вклада в развитие национального искусства и литературы.
Скончался 12 сентября 2001 года в Баку.